# Matthäus Hofmann
Matthäus Klaus Lorant Georg Hofmann (28 de junio de 1994) es un deportista alemán que compite en halterofilia. Ganó una medalla de bronce en el Campeonato Europeo de Halterofilia de 2024, en la categoría de 109 kg.

## Palmarés internacional
| Campeonato Europeo | Campeonato Europeo | Campeonato Europeo | Campeonato Europeo |
| Año                | Lugar              | Medalla            | Categoría          |
| ------------------ | ------------------ | ------------------ | ------------------ |
| 2024               | Sofía (Bulgaria)   | Medalla de bronce  | 109 kg             |